# Jean-Nicolas Corvisart
Baron Jean-Nicolas Corvisart des Marets (15. února 1755 Dricourt, Département Ardennes – 18. září 1821 Courbevoie (Hauts-de-Seine)) byl francouzský lékař, spoluzakladatel vyšetření poklepem a osobní lékař Napoleona Bonaparta.

## Život
Jeho otec – právník, pracující ve sněmovně, si přál, aby studoval práva, ale po osudovém setkání se slavným lékařem Antoinem Petitem se syn rozhodl pro studium medicíny. Otec jej za to přestal podporovat na studiích, a tak si syn vydělával na studium jako pomocná síla v Hôtel-Dieu v Paříži. Otec vida synův entuziasmus mu posléze studium medicíny povolil. Jean–Nicolas studoval v Paříži u nejznámějších lékařů té doby. Jeho učiteli byli mj. Pierre-Joseph Desault, Vicq d’Azyr, Antoine Petit, Desbois de Rochefort. Dne 14. listopadu 1782 zakončil studium promocí s titulem docteur-regent. Jelikož odmítl nosit paruku, nesměl nastoupit do předního zařízení Hospital des Paroisses a přijal místo v nemocnici pro chudé v Saint-Sulpice. V roce 1788 pak přešel jako nástupce Desbois de Rocheforta na místo přednosty v Hôpital de la Charité, kde provedl rozsáhlé reformy a zavedl přísný režim. Během francouzské revoluce byla výuka medicíny přerušena (1792), a to vedlo ke zvýšení počtu šarlatánů. Po konci hrůzovlády roku 1794 byla opět výuka medicíny zavedena a roku 1795 bylo otevřeno nové výukové centrum École de Santé v Paříži a on sám zde převzal výuku interní medicíny. V krátkém čase se škola stala nejlepší v Evropě.
Jeho hlavním zájmem byla kardiologie, kde upřesnil diagnostiku a zavedl auskultaci srdce. Při výuce kladl důraz na podrobné a systematické vyšetření pacienta. Je pokládán za spoluzakladatele lékařského poklepu (perkuse), dodnes jednoho ze základních fyzikálních vyšetření pacienta. Od prvních let 19. století byl Napoleonem a Josephinou Bonapartovými často konsultován a doporučován a od roku 1804 se stal osobním lékařem císaře Napoleona, který byl jeho klidnou povahou a rychlými přesnými diagnózami fascinován. Je znám Napoleonův citát „nevěřím medicíně, ale věřím Corvisartovi“. Jmenoval Corvisarta rytířem Čestné legie (1804) a baronem císařství (1808).
Corvisart doprovázel Napoleona i Josephinu na cestách Evropou (1805 Itálie, 1809 Rakousko). Roku 1811 se stal členem Akademie věd a roku 1820 členem Lékařské akademie. Neurotické Josephině, vyžadující stále větší množství pilulek, podával s úspěchem placebo. Asistoval též u porodu druhé Napoleonovy ženy Marie Luisy a zdánlivě mrtvého Napoleonova syna přivedl k životu několika kapkami koňaku.
Jeho největším dílem je Essai sur les maladies et les lésions organiques du cœur et des gros vaisseaux (Pojednání o nemocech a organických poškozeních srdce a velkých cév), které vydal roku 1806. Roku 1808 přeložil z latiny do francouzštiny Inventum novum od Leopolda Auengrubera o perkusi a rozšířil poklep do celého světa.
Zemřel 18. září 1821 v Courbevoie u Paříže po opakovaných atakách iktu. O vztahu Napoleona ke svému osobnímu lékaři svědčí výrok, který pronesl Napoleon na Svaté Heleně „C’est un honnette et habile homme“ („je to čestný a schopný člověk“).